# فرنی ابرله
فرنی ابرله (آلمانی: Vreni Eberle؛ زادهٔ ۱۳ نوامبر ۱۹۵۰) شناگر اهل آلمان بود.